# Calliodis semipicta
Calliodis semipicta är en insektsart som först beskrevs av Willis Blatchley 1926.  Calliodis semipicta ingår i släktet Calliodis och familjen näbbskinnbaggar. Inga underarter finns listade i Catalogue of Life.